# عماد محمد غانم
عماد محمد غانم (ولد عام 1986)، صحفي ومصور فلسطيني من مخيم البريج وسط قطاع غزة، يعمل مصورا صحفيا في قناة الأقصى الفضائية التابعة لحركة المقاومة الإسلامية حماس، تعرض للإصابة أثناء عمله كمصور صحفي وتغطيته لتوغل إسرائيلي لمنطقة شرق مخيم البريج، وبعد إصابته كرر الجيش الإسرائيلي استهدافه بشكل متعمد بعدة طلقات وهو ملقى على الأرض بالأعيرة الثقيلة تسببت في بتر ساقيه، وقد نقلت قنوات فضائية صورة عماد غانم أثناء تعرضه للإصابة خضع للعلاج في عدة دول عربية وعاد بعد عدة أشهر بأطراف صناعية، يعمل حاليا في قناة الأقصى الفضائية مؤكدا على استمراره في نقل الرسالة.